# Założenia kulturowe
Założenia kulturowe – są to podstawy, na których spoczywa cała kultura organizacji, jednocześnie najtrudniejszy i najtrwalszy element kultury organizacji. Założenia kulturowe odnoszą się do natury człowieka, relacji międzyludzkich, samej natury organizacji, jej otoczenia i relacji organizacji z otoczeniem.
Przykładem fundamentalnego założenia co do natury człowieka może być stwierdzenie, że pracuje się, aby lepiej żyć, a nie żyje się, aby lepiej pracować. Z takiego założenia bezpośrednio wynikać może norma, zgodnie z którą w pracy należy się jak najmniej wysilać – kto się przepracowuje, zyskuje etykietę "pupilka" i traktowany jest z pogardą, póki się nie poprawi. Artefaktem wynikającym z takiej normy może być np. zamykanie kawiarni na pół godziny przed czasem zamknięcia podanym na drzwiach.
Kultura dla członków organizacji jest jak woda dla ryby – nie zauważają jej, uważając ją za naturalną. Dopiero w momencie konfliktu kultur lub zauważalnej przemiany założeń kulturowych mogą się one, wraz z normami, wartościami i artefaktami, stać widoczne.